# R·布伦特·塔利
理查德·布伦特·塔利（英語：Richard Brent Tully，1943年3月9日—），出生于加拿大安大略省多伦多，美国天文学家，在夏威夷檀香山天文研究所工作。
他与J·理查德·费希尔提出了塔利-费舍尔关系。